# Order Świętej Katarzyny Męczennicy (Imperium Rosyjskie)

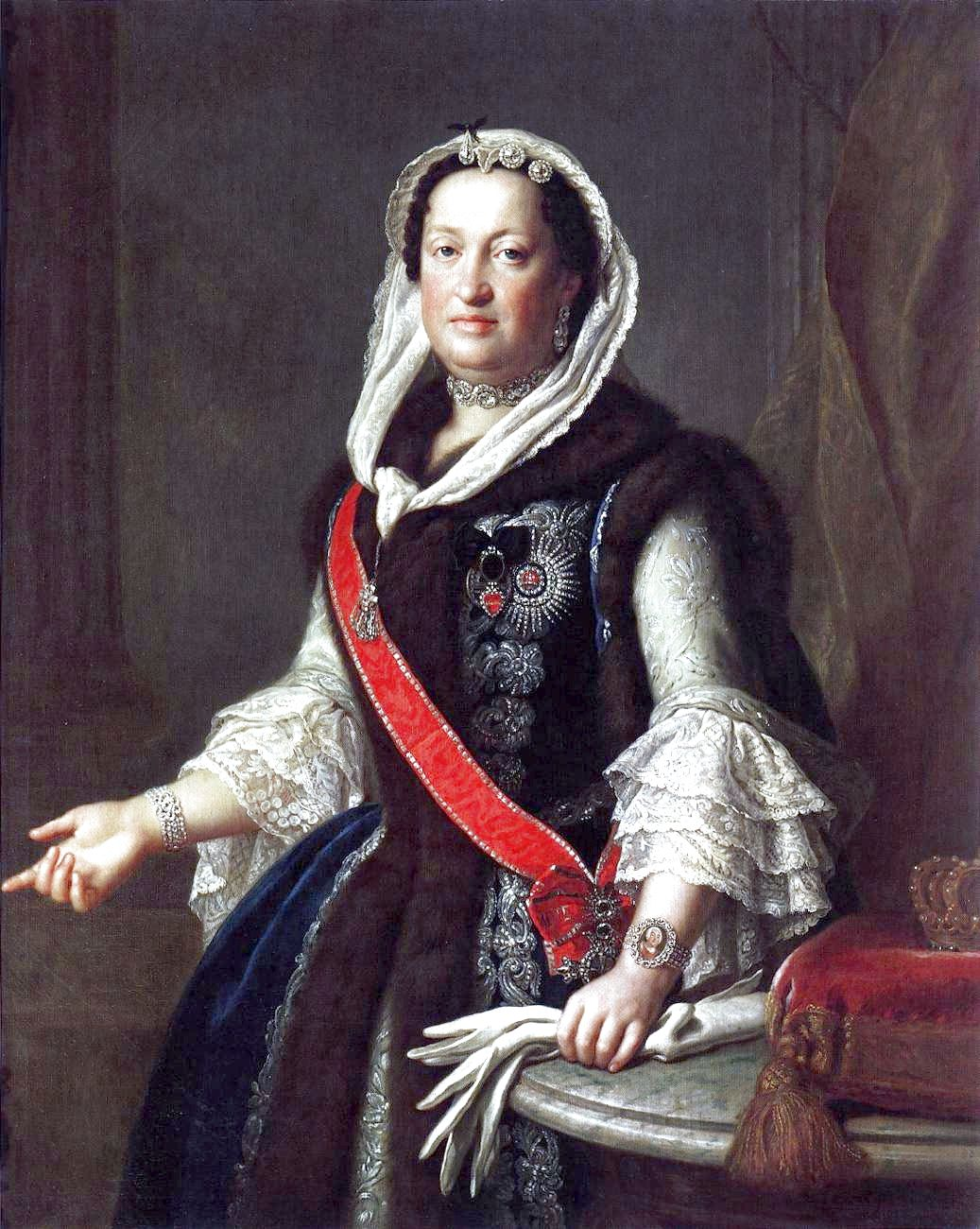
Maria Józefa Habsburżanka, królowa Polski z Orderem św. Katarzyny Męczennicy

Order św. Katarzyny Męczennicy (ros. Opдeнъ cв. Beликoмучeнницы Eкaтepины) – order kobiecy Imperium Rosyjskiego w latach 1714–1917, a obecnie jeden z orderów domowych dawnej panującej dynastii Romanow.

## Historia
Order został ustanowiony 24 listopada 1714 roku przez cara Piotra Wielkiego i miał początkowo nosić miano Order Oswobodzenia na pamiątkę uratowania armii rosyjskiej i samego cara przed niewolą turecką po nieudanej kampanii Piotra nad Prutem w tymże roku. Turecki wezyr zezwolił na odwrót Rosjan, gdyż małżonka Piotra Katarzyna Aleksiejewna (późniejsza Katarzyna I) przekupiła go „darując” mu wszystkie swe klejnoty (w Stambule zapłacił za to później głową).
Pierwsze statuty orderu ukazały się w roku 1713. Posiadał dwie klasy „Wielki Krzyż” i „Mały krzyż”. Rosyjskie księżniczki krwi (wielkie księżne) otrzymywały order I klasy poprzez narodzenie, oprócz nich damami orderu tej klasy mogło być 12 pań z najwyższej arystokracji. Drugą klasę mogły otrzymać najwyżej 94 damy. Za życia Piotra Wielkiego order dostała tylko Katarzyna Aleksiejewna, która wkrótce po swym wstąpieniu na tron zniosła II klasę. Restytuował ją car Paweł I w roku 1797, który także stworzył ostateczną wersję statutów, niezmienioną do roku 1917. W hierarchii carskich orderów św. Katarzyna zajmowała drugie miejsce wspólnie z orderem św. Aleksandra Newskiego. Wielką mistrzynią była zawsze cesarzowa-małżonka. Obecna pretendentka do tronu Rosji, w.ks. Maria Władimirowna Romanowa, nie przyjęła tytułu Wielkiej Mistrzyni św. Katarzyny, gdyż jest według własnego pojęcia carycą, a nie caryną.
Jedynym w historii odznaczenia mężczyzną, który je otrzymał (wbrew statutom, w 1728), był 18-letni kniaź Iwan Dołgorukij, intymny przyjaciel młodocianego cara Piotra II, co wywołało złośliwe komentarze socjety petersburskiej na temat biseksualnych związków obu młodzieńców, a szczególnie roli Dołgorukiego w tych relacjach (według Troyata).

## Insygnia

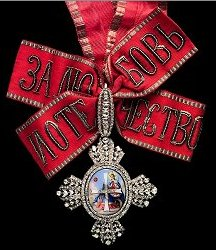
Order św. Katarzyny

Insygnia orderu św. Katarzyny to krzyż I i II klasy oraz gwiazda I klasy. Krzyż typu krzyż Ruperta, cały usiany diamentami, posiada w medalionie środkowym awersu malowaną na emalii figurę siedzącej świętej, która trzyma w prawej dłoni krzyż kotwiczny, zaś w lewej gałązkę palmową. U stóp świętej widoczny jest jej atrybut, koło torturowe. Na najstarszych insygniach krzyż kotwiczny ozdobiony był małym krzyżykiem z brylantów, symbolizującym światło Ewangelii. Między ramionami trzymanego przez świętą krzyża znajdują się łacińskie litery D S F R („Domine, salvum fac regem” – „Boże chroń cara”). W medalu rewersu order posiada przedstawienie wieży z orlim gniazdem na szczycie i z dwoma orłami u stóp wieży, które w dziobach trzymają węże. Nad wieżą znajduje się napis „Aequant munia comparis” („Przez czyny małżonkowi równa”).
W pierwszych latach order był noszony na białej wstędze ze srebrnym napisem ЭA ЛЮБOВЬ И OTEЧECTBO, później wstęgę zmieniono na czerwoną, napis pozostał ten sam. Pierwszą klasę noszono na wielkiej wstędze z prawego ramienia na lewy bok, drugą na damskiej kokardzie nad lewą piersią.
Gwiazda I klasy, cała wysadzona brylantami, była ośmiopromienna. W jej środkowym medalionie znajdował się brylantowy diadem na czerwonym tle, otoczony dewizą orderu. Nad medalionem górowała wysadzana brylantami korona carska.
Od 1855 roku krzyż II klasy ozdabiano zamiast brylantów strasem.
3 maja 2012 roku Order św. Katarzyny w nowej formie (o podobnych insygniach) powrócił do systemu odznaczeń państwowych, tym razem, Federacji Rosyjskiej.